# Chien courant italien à poil dur
Pour la race à poil ras, voir chien courant italien à poil ras.
Le chien courant italien à poil dur (segugio italiano a pelo forte) est une race de chiens originaire d'Italie. C'est un chien courant de taille moyenne, bien proportionné et de construction sèche. Le poil est rude et long, la robe est noire et feu, fauve ou tricolore. Il existe une variété à poil ras, considérée comme une race différente : le chien courant italien à poil ras. Il s'agit d'un chien de chasse employé comme chien courant pour la chasse au lièvre et la chasse au sanglier.

## Historique
L’origine du chien courant italien à poil dur est considérée comme très ancienne : il serait un descendant des chiens de courses de l'Égypte antique amenés en Europe par les commerçants phéniciens. Dans une nécropole lombarde de la province de Vérone, deux squelettes de chiens ont une conformation est identique à celle du chien courant italien à poil dur moderne. La race est représentée sur de nombreux tableaux et sculptures depuis la Renaissance.

## Standard

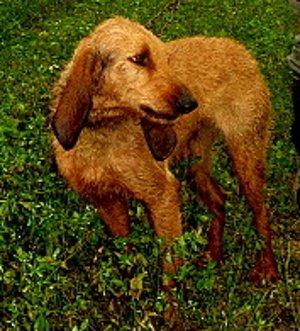
Chien courant italien à poil dur de couleur fauve.

Le chien courant italien à poil dur est un chien courant de taille moyenne, de construction équilibrée, dont le corps s’inscrit dans un carré. Les formes sont sèches, bien musclées et sans trace de graisse. La queue, attachée haut, sur la ligne de la croupe, plus grosse à la racine que celle du chien courant italien à poil ras, est recouverte de poil sur toute sa longueur, sans former de franges. Au repos, elle pend en sabre. En action, elle se lève sans dépasser la hauteur du dos, fouette de gauche à droite en effleurant les flancs, ou effectue des mouvements de rotation occasionnels. De forme allongée, la tête présente un crâne en forme d’ellipse allongé. Le stop est peu marqué. Les grands yeux sont de couleur ocre foncé. Attachées au niveau de l’arcade zygomatique, les oreilles tombantes sont de forme triangulaire, plates sur presque toute leur longueur et très larges. Elles se terminent en pointe aiguë.
Le poil est rude, sauf sur la tête, les oreilles, les membres, la queue et le museau. Sur le tronc, la longueur du poil ne doit pas dépasser cinq centimètres. Le poil forme une barbe et des sourcils sur la face, sans que les poils ne gênent la vision. Les couleurs admises sont le fauve unicolore et le noir et feu. Les nuances de fauve s'étendent du fauve rouge foncé et charbonné au fauve clair. Pour la robe fauve, des marques blanches peuvent apparaître sur le museau et sur le crâne, en étoile blanche au poitrail, du blanc sur le cou, sur les métacarpes et métatarses, sur les pieds et à la pointe de la queue. La robe noire et feu n'admet que l’étoile blanche sur le poitrail.

## Caractère
Le chien courant italien à poil dur est décrit dans le standard FCI comme ardent et passionné. Il est considéré comme plus réservé, calme et pondéré au travail que le chien courant italien à poil ras. Les chiens courants italiens sont considérés comme de tempérament réservé, fier et orgueilleux et peu expansif. La socialisation dès le plus jeune âge est essentielle pour que le chien ne devienne pas trop timide. Ce sont des chiens dociles avec l'homme, qui conviennent aux enfants.

## Utilité

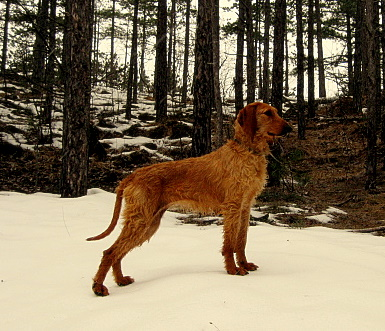
Le chien courant italien à poil dur est un chien de chasse qui s'adapte à tous les terrains.

Le chien courant italien à poil dur est un chien de chasse utilisé comme chien courant. Résistant et rapide, il est adapté à tout type de terrains. La voix est décrite comme sonore, très harmonieuse et retentissante. Les chiens courants italiens sont utilisés pour la chasse au lièvre seul, en couple ou en petite meute et pour la chasse au sanglier en petite meute de cinq à dix chiens.
Docile, c'est un chien de compagnie agréable, mais généralement jugé distant.

## Représentations du chien courant italien à poil dur
Des chiens de même type et stature sont représentés aux côtés des statues de Diane chasseresse du musée de Naples et celle de Diane tirant à l’arc du musée du Vatican. Au château de Borso d’Este (XVIIe siècle), un tableau représente un chien de type identique au chien actuel.